# Nanchital de Lázaro Cárdenas del Río
Nanchital de Lázaro Cárdenas del Río est une municipalité située à l'extrémité sud-est de l’État de Veracruz, au Mexique, dont le chef-lieu se nomme Nanchital. Elle est l'une des 212 municipalités de cet État, et comptait 30 039 habitants en 2015. La municipalité et sa ville éponyme font partie de la Zona metropolitana de Coatzacoalcos (es), dont la ville portuaire de Coatzacoalcos est le centre. Bien qu'en retrait de la côte, elle se situe dans la plaine côtière du golfe du Mexique. Elle fait également partie de la Région Olmeca, qui est l'une des subdivisions administratives de l'État de Veracruz.

## Toponymie
Une partie du nom de cette municipalité est celui du président mexicain Lázaro Cárdenas del Río, qui assura la présidence du pays de 1934 à 1940 ; il fut notamment à l'origine de la nationalisation, en 1938, du secteur du pétrole, et de la création de la compagnie nationale Pemex.

## Géographie
La municipalité se trouve dans la partie sud du golfe du Mexique, et couvre une superficie de 30,23 km2. Elle est limitrophe de celle de Coatzacoalcos au nord-ouest, et de celle d'Ixhuatlán del Sureste au sud. La ville de Nanchital se situe sur la rive est du fleuve Río Coatzacoalcos, près de son embouchure, dans l'isthme de Tehuantepec, à 12 mètres d'altitude. Il est limité au nord par la municipalité de Coatzacoalcos, à l'ouest par celle de Cosoleacaque, et au sud et à l'est par celle de Ixhuatlán del Sureste.
La municipalité de Nanchital de Lázaro Cárdenas del Río se trouve regroupée, avec celles de Coatzacoalcos et de Ixhuatlán del Sureste au sein de la "Zona metropolitana de Coatzacoalcos", dans un même espace de conurbation.

## Démographie et composition
La municipalité comptait en 2015 un total de 29 localités, avec une densité de 993,7 habitants par km2. La population se concentre essentiellement dans le chef-lieu, Nanchital, qui comptait en 2010 25289 habitants. Parmi les autres localités, La Candelaria compte 814 habitants, Sedena 286, El Pollo de Oro 193 et Lázaro Cárdenas Del Río 149. Les autres localités totalisent 363 habitants.
En plus de l'espagnol, plusieurs langues amérindiennes sont parlées dans la municipalité, ce qui concerne essentiellement le zapotèque, les autres langues étant marginales.

## Histoire
Le nom de Nanchital apparaît en 1884, lorsque Ambrosio Solorza, alors président de la municipalité de Coatzacoalcos, acquis, dans les territoires qui lui avaient été confiée par l'État de Veracruz, les communautés d'El Chapo, de Tuzandelpetl et d'une partie de celle de Verónica. Le nom de Nanchital viendrait de "nanche" ou "nance", nom d'une espèce d'arbre fruitier. Ces terres comprenaient une Ranchería, origine de la ville actuelle de Nanchital.
En 1904, la société britannique S. Pearson & Son, alors sous la direction de Weetman Pearson, fait percer les puits pétroliers de "San Cristóbal", "Potrerillos", "Filisola" et de "Francia". La localité de Tuzandelpetl possède encore aujourd'hui des infrastructures pétrolières, contrôlées par la compagnie étatisée Pemex.
En 1967, la localité de Nanchital est alors le chef-lieu de la municipalité de Ixhuatlán del Sureste ; elle obtient le statut de ville en 1984, et devient chef-lieu de la municipalité de Nanchital de Lázaro Cárdenas del Río en 1988, en même temps que cette dernière est créée ; elle ajoute alors à son nom celui de Lázaro Cárdenas del Río, en souvenir de la nationalisation du secteur pétrolier, opérée en 1938.

## Transports
La municipalité se trouve à 18 kilomètres de l'aéroport international de Minatitlán, géré par le groupe ASUR.

## Éducation
L'Université technologique del Sureste ("Universidad Tecnológica del Sureste de Veracruz") y possède une antenne, dans la ville de Nanchital.

## Économie

### Agriculture et élevage
La superficie des parcelles semées représentait en 2016 un total de 410 hectares, parmi lesquels 399 hectares étaient vouées à la culture du maïs et 11 hectares à la culture du haricot.
En 2016, la production de viande par tonnes comprenait 83,4 tonnes de viande bovine, 83,5 tonnes de viande porcine, 17,6 tonnes de viande ovine, 12,9 tonne de volailles, et 5,7 tonnes de dinde. La superficie vouée à l'élevage représentait alors 2175 hectares.